# Chung Ling Soo
Chung Ling Soo, artistnamn för William Ellsworth Robinson, född 2 april 1861 i New York i USA, död 24 mars 1918 i London, Storbritannien, var en amerikansk illusionist. Sitt namn tog han från den kinesiske trollkonstnären Ching Ling Foo, eftersom Asien var en inspirationskälla för honom. Han talade aldrig på scenen, och gav inga personliga intervjuer. Hans karriär fick ett dramatiskt slut, efter det att han i samband med uppvisningen av "den levande måltavlan" fick allvarliga skador vilka ledde till hans död.